# اودا وراگاما
اودا وراگاما (به لاتین: Uda Weragama) یک منطقهٔ مسکونی در سری‌لانکا است که در استان مرکزی (سری‌لانکا) واقع شده‌است.